# Eusarsiella
Eusarsiella är ett släkte av kräftdjur. Eusarsiella ingår i familjen Sarsiellidae.

## Dottertaxa tillEusarsiella, i alfabetisk ordning[1]
- Eusarsiella alata
- Eusarsiella bakeri
- Eusarsiella capillaris
- Eusarsiella childi
- Eusarsiella cornuta
- Eusarsiella cresseyi
- Eusarsiella culteri
- Eusarsiella dispar
- Eusarsiella disparalis
- Eusarsiella elofsoni
- Eusarsiella gettlesoni
- Eusarsiella gigacantha
- Eusarsiella greyi
- Eusarsiella janiceae
- Eusarsiella nodimarginis
- Eusarsiella ovalis
- Eusarsiella ozotothrix
- Eusarsiella paniculata
- Eusarsiella pilipollicis
- Eusarsiella pseudospinosa
- Eusarsiella punctata
- Eusarsiella radiicosta
- Eusarsiella spinosa
- Eusarsiella tampa
- Eusarsiella texana
- Eusarsiella thominx
- Eusarsiella tubipora
- Eusarsiella uncus
- Eusarsiella vema
- Eusarsiella zostericola